# Жерар, Альбер
Александр Люсьен Альбер Жерар (фр. Alexandre Lucien Albert Gérard; 4 января 1861 года, Шато-Рено-Боньи, Арденны — 31 января 1943 года) — французский промышленник, политик, член Сената Франции от департамента Арденны с 1903 по 1930 год.

## Биография
Альбер Жерар родился 4 января 1861 года в коммуне Шато-Рено-Боньи в Арденнах. Окончил Политехническую школу, владел кузницей, был членом торговой палаты Шарлевиля. В возрасте 25 лет был избран в муниципальный совет своей коммуны, затем стал президентом совета округа Мезьер, после чего вошёл в Генеральный совет департамента и стал его вице-президентом. В это время мужем его кузины стал инженер Анри Мияларе, с которым они стали партнёрами сперва в туристическом бизнесе, а затем и в промышленности. 4 июня 1903 года Жерар был избран в Сенат от своего департамента, получив 396 голосов из 839, вошёл в Республиканский союз. С января 1906 по январь 1909 года занимал пост секретаря Сената. Входил в комиссии по финансам, общественным работам, железным дорогам, таможне. Был переизбран 7 января 1912 года, получив подавляющее число голосов (543 из 821). В 1914 году, после смерти Александра Маре, сына Жан-Реми Маре, одного из сооснователей предприятия «Крепёжные изделия Боньи-Бро», также известного как «Большой Бутик», Жерар перенял вместе с Мияларе и сыном Александра Жозефа управление фабрикой; Жерар приходился Маре-старшему племянником. После Первой мировой стал одним из инициаторов создания межпарламентской группы по оказанию помощи жителям подвергнувшихся оккупации департаментов. Приложил руку к разработке закона о репарациях от 17 апреля 1919 года. 9 января 1921 года был переизбран во второй раз, получив 421 голос из 824. В 1925 году был вынужден продать «Большой Бутик» другой арденнской компании «Hardy-Capitaine». В 1930 году вновь баллотировался на пост сенатора, но проиграл, набрав всего 195 голосов из 822. Скончался 31 января 1943 года.